# Budynek kasyna oficerskiego w Toruniu
Budynek kasyna oficerskiego w Toruniu – dawne kasyno wojskowe zbudowane w 1887 roku na Bydgoskim Przedmieściu w Toruniu. Mieści się ono przy ulicy Henryka Sienkiewicza 33. Pierwotnie w budynku mieściło się kasyno wojskowe dla oficerów dawnych koszar. Budynek należał do wojska również w okresie międzywojennym i po II wojnie światowej. Na przełomie XX i XXI wieku budynek został porzucony. Obecnie zabytek.